# Bovel
Bovel (en bretó Bovel, en gal·ló Bovèu) és un municipi francès, situat a la regió de Bretanya, al departament d'Ille i Vilaine. L'any 2006 tenia 499 habitants. Fou creat el 1872 en segregar-se de Maure-de-Bretagne.

## Demografia
| 1962                                       | 1968 | 1975 | 1982 | 1990 | 1999 |
| ------------------------------------------ | ---- | ---- | ---- | ---- | ---- |
| 386                                        | 388  | 306  | 303  | 312  | 331  |
| Des de 1962: població sense dobles comptes |      |      |      |      |      |

## Administració
| Període | Identitat    | Partit |
| ------- | ------------ | ------ |
| 2001-   | José Mercier |        |